# All I Do Is Think of You
All I Do Is Think of You è un brano scritto da Brian Holland e Michael Lovesmith e interpretato per la prima volta dal gruppo musicale statunitense The Jackson 5 nel 1975 nell'album Moving Violation. La canzone fu estratta come secondo singolo in versione doppio lato A insieme al singolo precedente Forever Came Today, del quale All I Do Is Think of You era il lato B.

## Tracce
Versione 7" (doppio lato A)
1. Forever Came Today – 3:25 (Brian Holland, Edward Holland Jr, Lamont Dozier) – cover dell'omonimo brano di Diana Ross & The Supremes
2. All I Do Is Think of You – 3:15 (Brian Holland, Michael Lovesmith)